# 东岱乡
东岱乡，是中华人民共和国四川省南充市西充县曾经下辖的一个乡。2019年10月，撤销东岱乡，将其所属行政区域划归双凤镇管辖。

## 行政区划
东岱乡撤销前下辖以下地区：
金龟山村、八角亭村、源水垭村、龙虎山村、东岱村、长明山村、龙角湾村、树金桥村、荣华山村和龙泉山村。